# John Ruiz

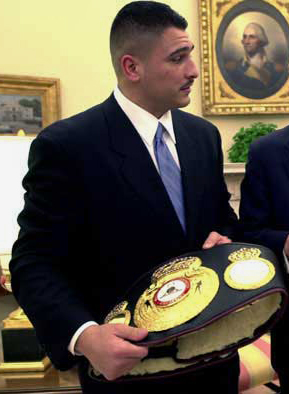
John Ruiz

John Ruiz (Chelsea (Massachusetts), 4 januari 1972) is een voormalig Amerikaanse bokser. Hij was tweemaal WBA-zwaargewicht kampioen.
Ruiz werd wereldkampioen zwaargewicht WBA op 3 maart 2001 na het winnen van een rematch tegen Evander Holyfield. Na het derde gevecht tegen Holyfield dat eindigde in een gelijkspel, verdedigde Ruiz zijn riem tegen Kirk Johnson. Op 1 maart 2003 verloor hij zijn titel aan Roy Jones Jr.
Op 13 december 2003 versloeg hij Hasim Rahman, waardoor hij de titel van WBA "interim" kampioen won na de terugtrekking van Roy Jones Jr. Hij behield zijn riem tegen Fres Oquendo, Andrew Golota en James Toney, maar werd verslagen op punten door de Russische bokser Nikolaj Valoejev op 17 december 2005.
De Puerto Ricaanse Amerikaan kreeg twee wereldtitel gevechten, op 30 augustus 2008 tegen Valoejev en 3 april 2010 tegen David Haye, maar verliest beide keren. Hij beëindigde zijn carrière na deze wedstrijd.